# Юнгтон Дордже
Юнгтон Дордже, или Гялва Юнгтон Дордже Пал, известен още като Юнгтон Шикпо (1284 – 1365 или 1296 – 1376) е тибетски будистки лама. Роден в провинция Цанг в семейството на практикуващи от линията Нингма и още в ранната си младост получава разностранни учения както Сутра, така и Тантра и става един от най-почитаните майстори на Дхарма в Тибет.
Юнгтонпа става главен ученик на Третия Кармапа Рангджунг Дордже и получава от него не само Дзог Чен или „Великото Съвършенство“, но и пълната приемственост на линията Карма Кагю и Чаг Чен – Махамудра или „Великия Печат“. Впоследствие той среща и разпознава следващото четвърто прераждане на Кармапа – Рьолпе Дордже и му предава обратно приемствеността и така изпълнява ролята на държател на линията[.
Юнгтонпа е почитан като еманация на Буда Амитабха, смята се, че той е бил Субхути – ученик на историческия Буда Шакямуни и трето последно тибетско прераждане, преди да се прояви като Панчен Лама на школата Гелуг.